# Raissac de Lampi
Raissac de Lampi (en francès Raissac-sur-Lampy) és un municipi del departament de l'Aude a la regió francesa d'Occitània.